# GSR (scholengemeenschap)
De GSR, voorheen Gereformeerde Scholengemeenschap Rotterdam en na het openen van een vestiging in Rijswijk Gereformeerde Scholengemeenschap Randstad, is een Nederlandse scholengemeenschap voor voortgezet onderwijs met vestigingen in Rotterdam en Rijswijk (Zuid-Holland). De hoofdvestiging staat in Rotterdam. In totaal heeft de school een kleine 1200 leerlingen, waarvan het merendeel in Rotterdam, en ruim 100 personeelsleden.
De GSR biedt onderwijs aan in het vmbo, de havo en het vwo. De GSR is opgericht in 1958. Op de huidige locatie in de Rotterdamse wijk Oosterflank is de school sinds 1982 gevestigd.
Io Vivat is de leerlingenvereniging van de GSR. Deze vereniging werd in 1958 opgericht en organiseert activiteiten voor de leerlingen zoals voetbaltoernooien en schoolfeesten.
Bekende ex-leerlingen zijn tv-presentatoren Manuel Venderbos en Renze Klamer, politicus Arie Slob en "popprofessor" Leo Blokhuis.